# Catasetum matogrossense
Catasetum matogrossense là một loài thực vật có hoa trong họ Lan. Loài này được Bicalho mô tả khoa học đầu tiên năm 1964.